# مارك أوليفانت

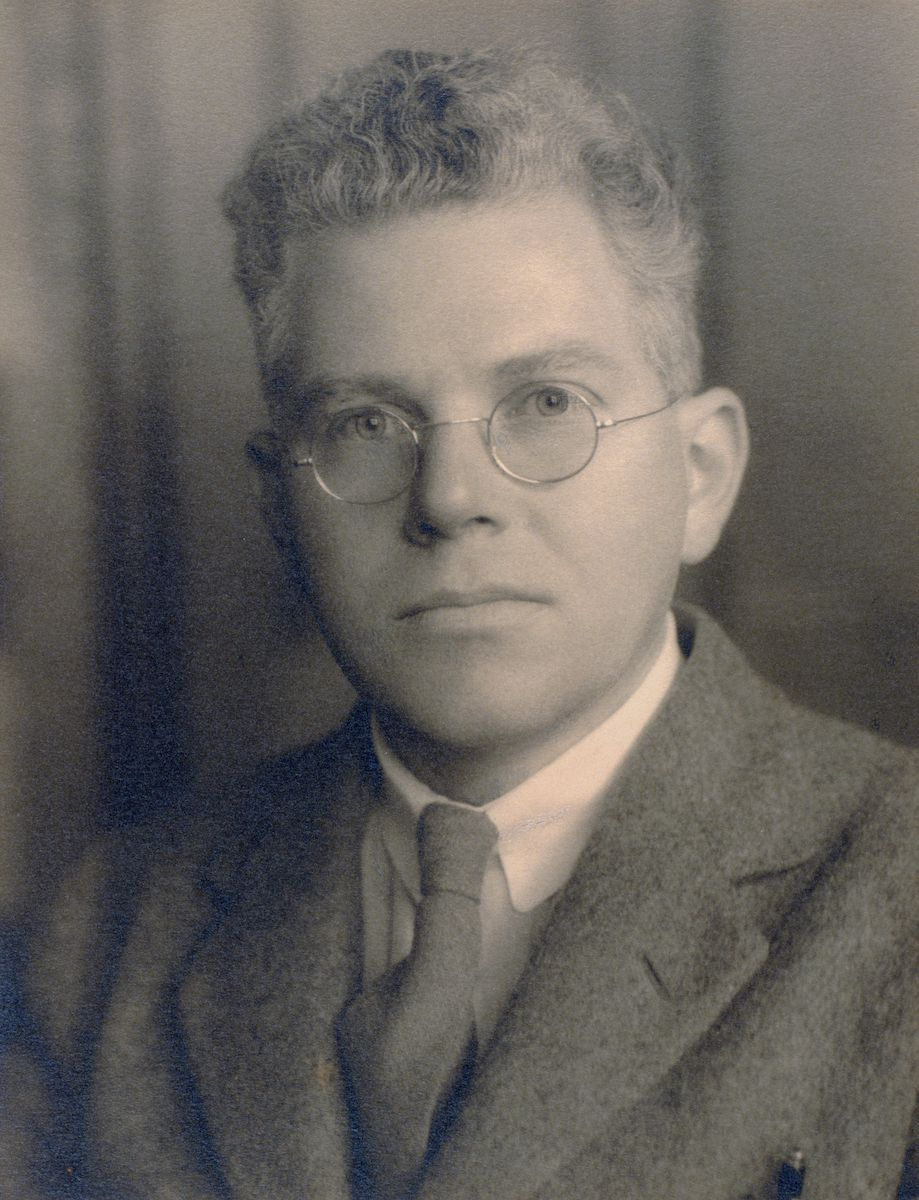
مارك أوليفانت

مارك أوليفانت (Mark Oliphant) هو فيزيائي أسترالي عاش ما بين 8 أكتوبر 1901 و 14 يوليو 2000. لعب مارك أوليفانت دوراً مهماً في تجارب الاندماج النووي وفي تطوير الأسلحة النووية.
ولد مارك أوليفانت في أديليد في جنوب أستراليا، وتخرج من جامعة أديليد عام 1922. نتيجة أبحاثه على الزئبق حصل على منحة عام 1927 إلى إنكلترا حيث عمل تحت إشراف إرنست رذرفورد في جامعة كامبريدج في مختبرات كافيندش.
اكتشف مارك أوليفانت نظير الهيدروجين تريتيوم نتيجة أبحاثه على الديوتيريوم باستخدام معجل جسيمات، كما اكتشف النظير هيليوم-3. اكتشف مارك أوليفانت أيضاً أن تفاعل هذين النظيرين يعطي طاقة تفوق التي جرى البدء بها. وجد أوليفانت أن الطاقة صادرة عن النواة وأنها ناتجة عن الاندماج النووي.

## معرض صور

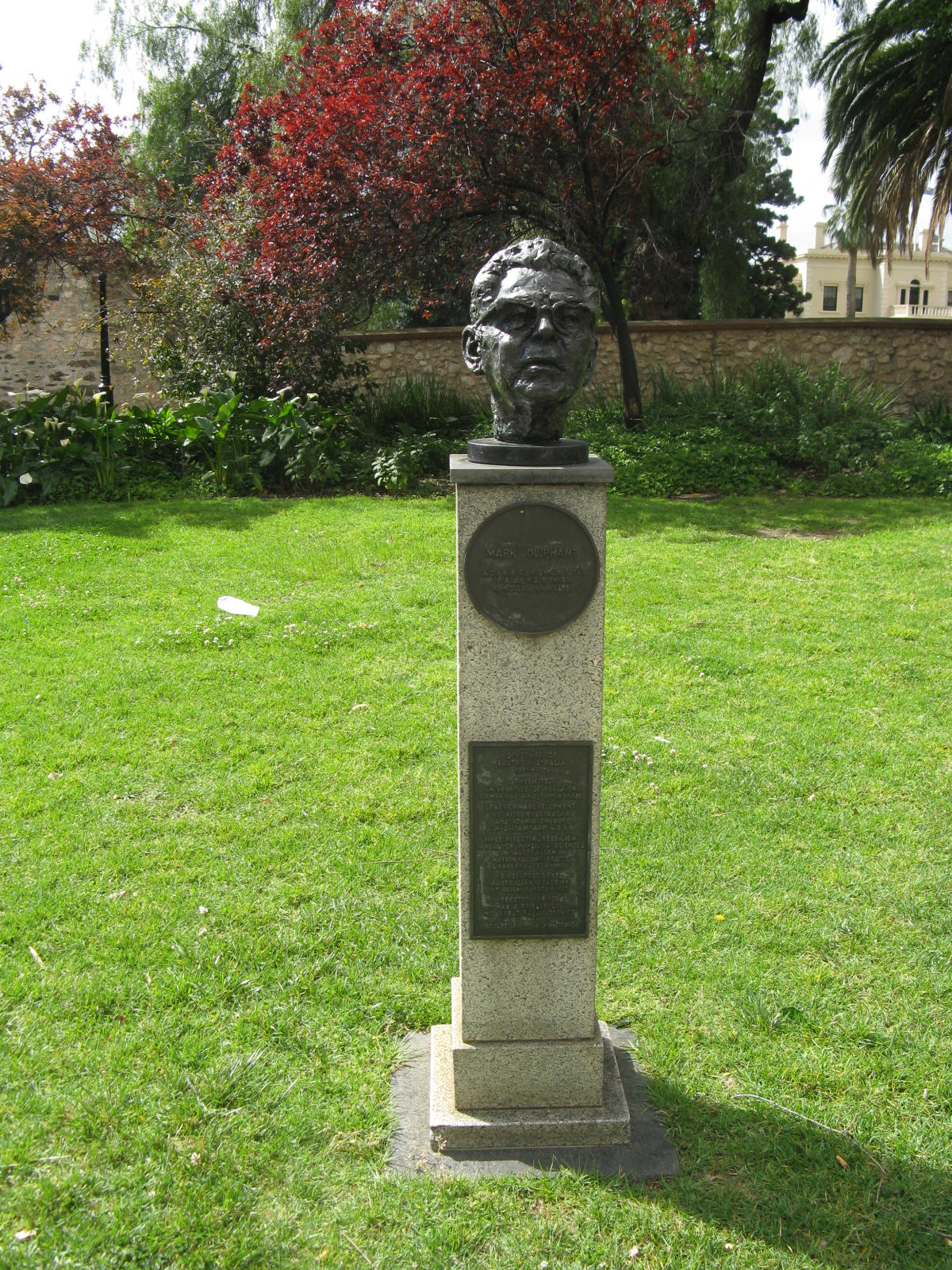
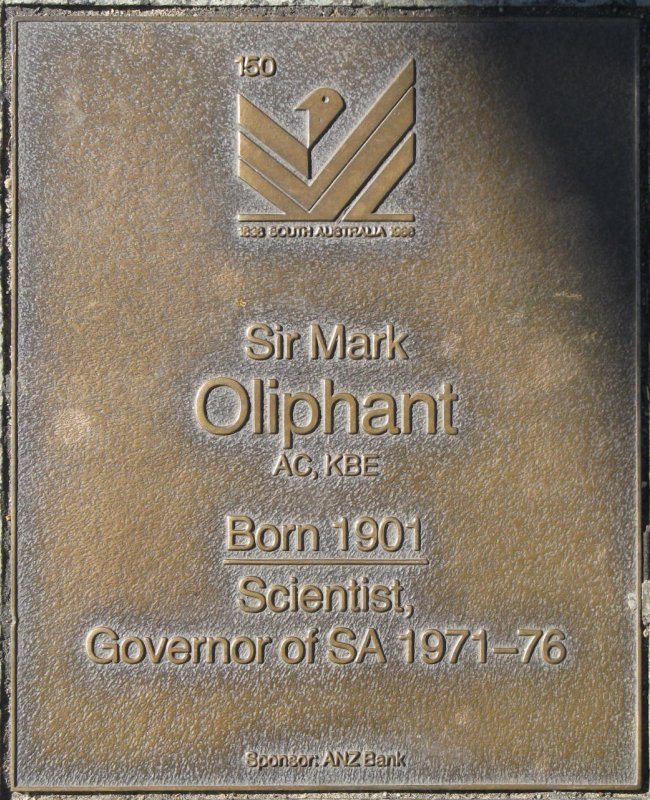
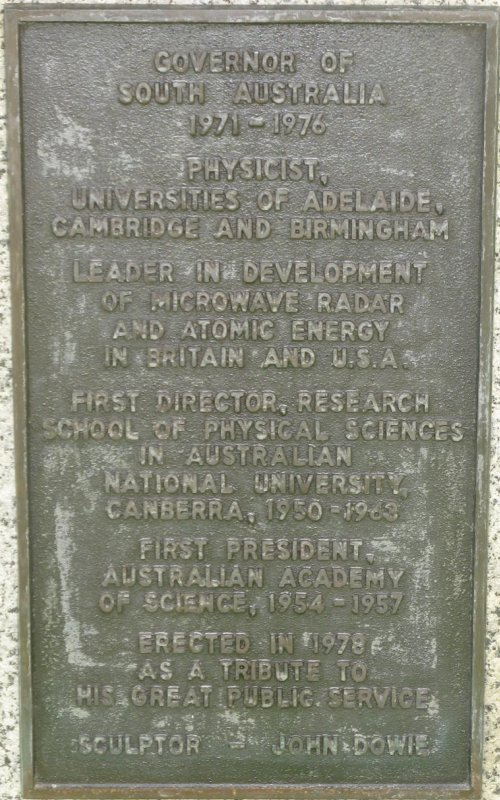